# Freimut Löser
Freimut Löser (* 24. April 1954 in Ostheim vor der Rhön) ist ein germanistischer Mediävist. Er war von 2003 bis 2021 Inhaber des Lehrstuhls für Deutsche Sprache und Literatur des Mittelalters an der Universität Augsburg und ist seit 2020 Leiter der „Arbeitsstelle der Universität Augsburg für Bibelübersetzungen und religiöses Schrifttum des Mittelalters“.

## Akademische Laufbahn
Löser studierte in den 1970er Jahren u. a. bei Kurt Ruh Germanistik und Anglistik an der Universität Würzburg. Nach dem Staatsexamen folgten Tätigkeiten als wissenschaftlicher Mitarbeiter der „Würzburger Forschergruppe“ und Mitherausgeber der Rechtssumme Bruder Bertholds an der Würzburger Universität, eine Gastdozentur an der University of Texas in Austin und die Arbeit an der Edition der deutschen Werke Meister Eckharts gemeinsam mit Georg Steer an der Universität Eichstätt.
1988 wurde er an der Würzburger Universität mit der Dissertation Meister Eckhart in Melk. Studien zum Redaktor Lienhart Peuger. Mit einer Edition des Traktats ,Von der sel wirdichait vnd aigenschafft zum Dr. phil. promoviert. Anschließend war er als Hochschulassistent am Institut für Englische Philologie (Amerikanistik, Gerhard Hoffmann) der Universität Würzburg tätig. Es folgten Gastprofessuren für englische und amerikanische Literatur an der State University of New York in Albany. Von 1994 bis 1998 leitete Löser am Germanistischen Seminar der Universität Heidelberg den Forschungsbereich Repertorium der geistlichen deutschsprachigen Literatur des Mittelalters und der Frühen Neuzeit in Mittel- und Osteuropa. Darauf arbeitete Löser an dem interdisziplinären Forschungsprojekt Das Bild des Krieges im Wandel vom späten Mittelalter zur Frühen Neuzeit an der Universität Würzburg (Leitung: Horst Brunner).
2000 erfolgte in Würzburg die Habilitation mit der Arbeit Überlieferungsgeschichte und New Philology. Methodische Varianten in der Altgermanistik. Nach drei Professuren-Vertretungen an den Universitäten Augsburg, Freiburg im Breisgau und Regensburg wurde er 2003 auf den Lehrstuhl für Deutsche Sprache und Literatur des Mittelalters an der Universität Augsburg berufen.

## Forschungsschwerpunkte und Ämter
Löser ist Gründungsmitglied und seit 2014 Präsident der internationalen Meister-Eckhart-Gesellschaft. Von 2007 bis 2019 war er zweiter Vorsitzender der Oswald von Wolkenstein-Gesellschaft. Seit 2016 ist Löser Projektverantwortlicher für das interakademische Forschungsprojekt „Der Österreichische Bibelübersetzer“ der Bayerischen Akademie der Wissenschaften an der Universität Augsburg in Zusammenarbeit mit dem Forscherteam der Berlin-Brandenburgischen Akademie der Wissenschaften (Leitung: Jens Haustein und Martin Schubert).
Hochschulpolitisch engagierte sich Löser als Mitglied des Hochschulrats der Universität Augsburg (2013–2017) und als Dekan der Philologisch-Historischen Fakultät der Universität Augsburg. Er war u. a. von 2013 bis 2020 Mitglied des Direktoriums des Instituts für Europäische Kulturgeschichte und Gründungsmitglied sowie Mitglied des Direktoriums des Jakob-Fugger-Zentrums für transnationale Studien (2013–2019).
Lösers Forschungsschwerpunkte gelten der Sangspruchdichtung, dem Minnesang (u. a. die Entdeckung eines Lied-Fragmentes Walthers von der Vogelweide) und besonders der geistlichen Prosa des Mittelalters (Meister Eckhart, Mystik, deutsche Bibelübersetzungen des Mittelalters, Literatur des Deutschen Ordens). Dabei widmet er sich insbesondere überlieferungsgeschichtlichen, editionsphilologischen und als frühes Mitglied der sog. „Würzburger überlieferungsgeschichtlichen Schule“ editionstheoretischen Fragestellungen (Editionsprojekte: Rechtssumme Bruder Bertholds, kritische Editionen zu Werken Meister Eckharts, einzelne Predigt-Editionen in Lectura Eckhardi). Er war und ist für zahlreiche Tagungsplanungen und Herausgaben von Jahrbüchern der Oswald von Wolkenstein-Gesellschaft (Maximilian I, Sangspruch, (V)erdichtete Leben) und mehr noch der Meister-Eckhart-Gesellschaft verantwortlich (ME und die Freiheit, ME und Luther, ME und das Leben, ME in Köln).
Fachübergreifende Zusammenarbeit u. a. mit: Ingrid Bennewitz, Horst Brunner, Volker Leppin, Dietmar Mieth, Hans-Jochen Schiewer, Regina Schiewer, Andreas Speer.

## Lehre und Öffentlichkeit
Für Löser stand im Fokus der universitären Lehre stets einerseits bei den Lehramtsstudiengängen die anwendungsorientierte Nähe zur Schule (Schwäbischer Schülerwettbewerb für siebte Klassen der Gymnasien); andererseits waren Studierende der Masterstudiengänge und Promotionsstudierende stets in forschungsnahe Lehre eingebunden ("Digitales Edieren", Seminare gemeinsam mit der UB Augsburg, Handschriftenausstellung und Katalog). Dass diese Lehre auch studentischen Widerhall fand, zeigt u. a. der Preis des Studierendenrates für gute Lehre im Jahr 2012 (erster Preisträger).
Lehrprojekte und Forschungen waren dabei stets auch mit einer Vermittlung der Ergebnisse in die breitere Öffentlichkeit verbunden (öffentliche Vorträge oder Themen im Sonderheft der Zeitschrift Akademie aktuell).

## Publikationen (Auswahl)
- als Hrsg. mit Georg Steer, W. Klimanek. D. Kuhlmann und Karl Heiner Südekum (Hrsg.): Die ‚Rechtssumme‘ Bruder Bertholds. Eine deutsche abecedarische Bearbeitung des ‚Summa Confessorum‘ des Johannes von Freiburg. Synoptische Edition der Fassungen B, A und C (= Texte und Textgeschichte. Band 11–14). 4 Bände. Tübingen 1987.
- als Hrsg.: Meister Eckhart in Melk. Überlieferung deutscher Werke Meister Eckharts in Melker Handschriften (= Texte und Textgeschichten. Band 48). Tübingen 1999.
- Überlieferungsgeschichte und New Philology. Methodische Varianten in der Altgermanistik. Habilitationsschrift (masch.), Würzburg 2000.
- mit Dietmar Mieth: Religiöse Individualisierung in der Mystik. Eckhart – Tauler – Seuse (Meister-Eckhart-Jahrbuch 8), Stuttgart 2014.
- Ein Walther-Fragment in Brno (Brünn). Neues zu 'Si wunderwol gemachet wîp. In: Thomas Bein (Hrsg.): Walther von der Vogelweide – Überlieferung, Deutung, Forschungsgeschichte (Walther-Studien 7), Frankfurt/Main 2010, S. 9–38.
- Mehrere Predigt-Editionen in: Georg Steer und Loris Sturlese (Hg.), Lectura Eckhardi. Predigten Meister Eckharts von Fachgelehrten gelesen und gedeutet, Stuttgart [u. a.] 2008.
- Meister Eckhart in Melk. Studien zum Redaktor Lienhart Peuger. Mit einer Edition des Traktats ,Von der sel wirdichait vnd aigenschafft (Texte und Textgeschichte 48), Tübingen 1999, 604 S. (= Diss., Würzburg 1987).
- Rätsel lösen. Zum Singûf-Rumelant-Rätselstreit, Wolfram-Studien XV (1998), S. 245–275.
- mit Christine Stöllinger-Löser, Verteidigung der Laienbibel. Zwei programmatische Vorreden des österreichischen Bibelübersetzers der ersten Hälfte des 14. Jahrhunderts. In: Konrad Kunze, Johannes G. Mayer und Bernhard Schnell (Hg.), Überlieferungsgeschichtliche Editionen und Studien zur deutschen Literatur des Mittelalters, Tübingen 1989, S. 245–313.
- Traditionelles und Innovatives in der geistlichen Literatur des Mittelalters (Meister-Eckhart-Jahrbuch Beihefte 7), hg. von Jens Haustein, Regina D. Schiewer, Martin Schubert und Rudolf Kilian Weigand, Stuttgart 2019.
- Kleine Schriften zu Themen, Werken und Theorien der älteren deutschen Literatur, hg. von Janina Franzke, Stefanie Helmschrott, Robert Steinke und Klaus Vogelgsang, Wiesbaden 2019.